# Guerre de la troisième coalition
 (décembre 2017).
Si vous disposez d'ouvrages ou d'articles de référence ou si vous connaissez des sites web de qualité traitant du thème abordé ici, merci de compléter l'article en donnant les références utiles à sa vérifiabilité et en les liant à la section « Notes et références ».
Guerres napoléoniennes
Batailles
Batailles navales
- Rocher du Diamant (1805)
- Cap Finisterre (1805)
- îles Chausey (1805)
- Trafalgar (1805)
- Cap Ortegal (1805)

Campagne d'Allemagne (1805) : opérations en Bavière - Autriche - Moravie
- Donauwörth
- Wertingen
- Günzburg
- Haslach-Jungingen
- Memmingen
- Elchingen
- Nerenstetten
- Neresheim
- Ulm
- Ried
- Lambach
- Bodenbichl
- Steyr
- Amstetten
- Mariazell
- Dürenstein
- Hollabrunn (Schöngrabern)
- Wischau
- Austerlitz

Campagne d'Italie (1805) : Opérations en Italie du Nord
- Vérone
- Caldiero
- Forano
- Castelfranco Veneto

Invasion de Naples (1806)
- Gaète
- Campo Tenese
- Maida
- Lauria
- Maratea
- Amantea
- Mileto

La guerre de la Troisième Coalition est la guerre en 1805 entre la France de Napoléon Ier et ses alliés d’une part, et la troisième coalition composée du Royaume-Uni, de l'Empire russe, de l'empire d'Autriche et de la Suède d’autre part, afin de lutter contre les progrès de la domination française en Europe.

## Avant la coalition: le conflit franco-britannique (1803-1805)
La France et le Royaume-Uni ont conclu le traité d'Amiens en 1802, mais la dimension économique n'a pas été prise en compte. Or, la France poursuit sa politique économique protectionniste. Elle bloque ainsi les débouchés industriels britanniques et empêche les importations, notamment de produits agricoles, nécessaires au Royaume-Uni, qui n'est pas auto-suffisant en la matière. De plus, la France profite de la paix pour partir à la conquête de nouveaux marchés au détriment du Royaume-Uni, ce qui favorise la reprise de son commerce extérieur.
La City, qui espérait que cette paix se transformerait en traité commercial lui permettant de reprendre son activité, déchante très vite. D’autre part, le Cabinet de Londres ne supporte pas la présence d’une puissance à l’embouchure de l’Escaut et du Rhin, juge le pouvoir de la France « exagéré », et considère cette paix comme une simple trêve imposée par les circonstances. En conséquence, Malte n’est pas évacuée, contrairement aux stipulations du traité d’Amiens.
Londres et les autres capitales européennes sont exaspérées par la politique annexionniste de la France en pleine période de paix. En effet, le 28 août 1802, Bonaparte ampute la république helvétique du Valais qui est érigé en république indépendante. Le 11 septembre 1802, le Piémont est officiellement annexé à la France. Le 9 octobre 1802, profitant de la mort de Ferdinand de Bourbon-Parme, l'armée française envahit le duché de Parme, Plaisance et Guastalla.
Bonaparte prend alors ses aises sur le continent, estimant que les Anglais ne se lanceront pas dans une guerre, qu’il serait d’ailleurs sûr de gagner. Il pense donc pouvoir faire coup double et intimider l’Angleterre : il réunit le Piémont à la France, offensant au passage le Tsar protecteur du roi de Sardaigne ; par le Recès de l’Empire (23 février 1803), il s’assure la majorité des dix Électeurs de la nouvelle Allemagne, tout en favorisant la Prusse au détriment de l’Autriche (la Prusse prenant soin de jouer double jeu avec une Russie inquiète) : l’Autriche est ainsi ulcérée de n’avoir aucune compensation à ses pertes en Italie. Les Suisses sollicitent en outre la médiation du Premier consul dans leurs affaires. La Hollande n’est toujours pas évacuée, contrairement à un engagement datant du traité de Campo-Formio (9 février 1801).
Bonaparte exige l’évacuation de Malte de plus en plus violemment ; les Anglais répondent en avril 1803 par l'ultimatum suivant : Malte restera sous occupation anglaise pendant 10 ans et les Français évacueront la Hollande. Le Premier consul estime alors la guerre inéluctable ; le manque d’argent et l'échec de l'expédition de Saint-Domingue le conduisent à vendre la Louisiane aux États-Unis, renonçant ainsi à son plan colonial. L’ultimatum anglais restant sans réponse, l’ambassadeur du Royaume-Uni quitte Paris ; Napoléon Bonaparte accepte alors in extremis les exigences britanniques relatives à Malte (13 mai 1803) en échange de l’occupation de Tarente et d’Otrante en Italie. Ce geste en faveur de la paix reste inefficace.

## Guerre navale (mai 1803 - octobre 1805)

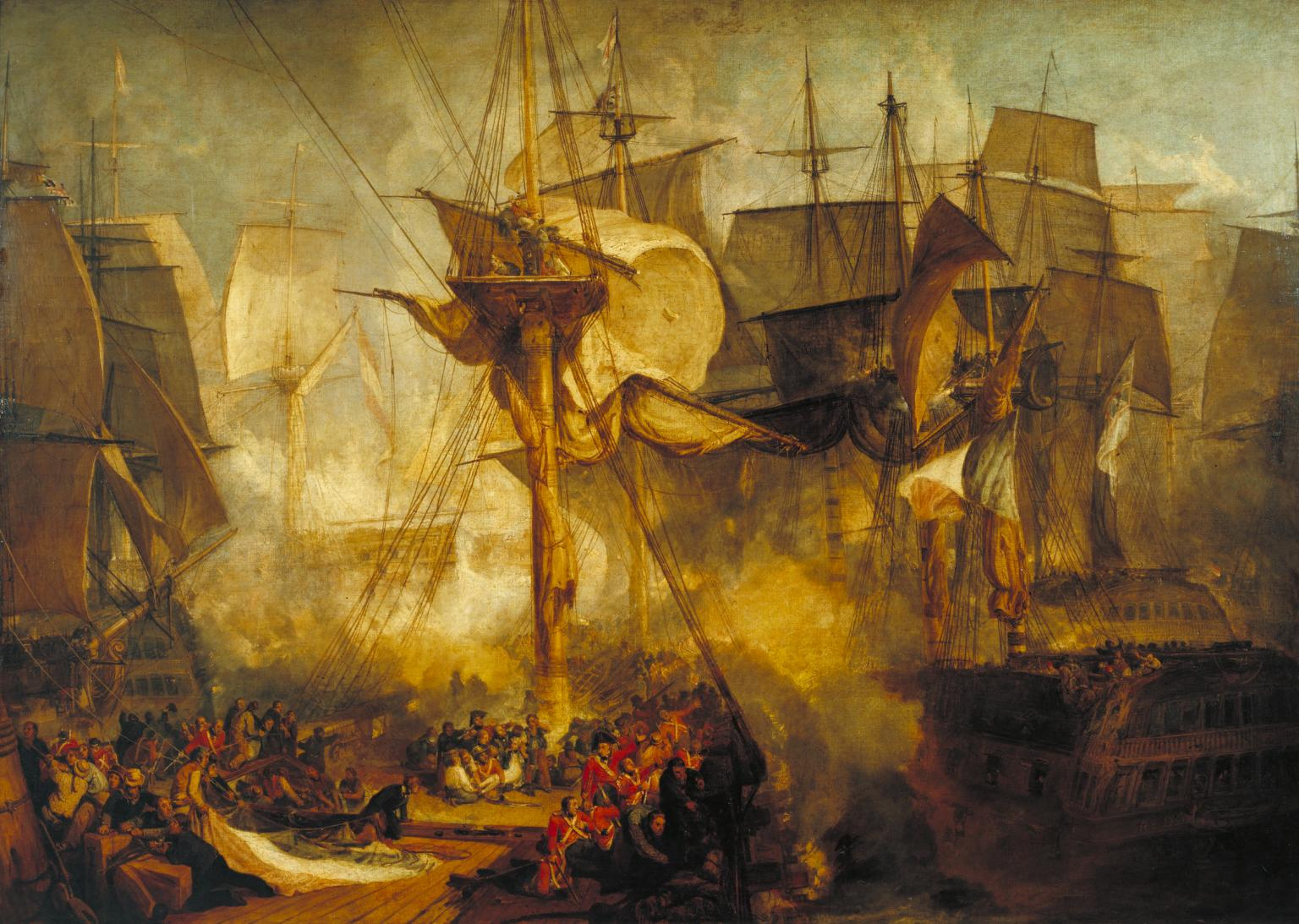
La Bataille de Trafalgar.

Assuré d’une neutralité bienveillante des puissances européennes, qui craignent plus l’impérialisme français que l’impérialisme britannique, et dans l’idée que la guerre sera mal acceptée par les milieux d’affaires français, le 17 mai 1803, sans déclaration de guerre, le gouvernement britannique fait saisir tous les navires français et hollandais à sa portée et confisque pour 200 millions de marchandises. La France répond par l'arrestation de tous les sujets britanniques se trouvant en France ou dans la République italienne. Le 23 mai 1803, le Royaume-Uni déclare officiellement la guerre à la France.
La marine française étant largement inférieure à la Royal Navy, c'est rapidement que les Britanniques occupent les colonies françaises de Sainte-Lucie, Tobago, Saint-Pierre-et-Miquelon et les comptoirs des Indes. Les escadres françaises sont bloquées dans les ports français par la marine britannique. Les troupes françaises occupent le royaume de Hanovre, propriété personnelle du roi George III, le 27 mai 1803. En bloquant les portes de la Weser et de l'Elbe, la France limite encore les exportations des marchandises britanniques en direction de l'Empire. Napoléon, conscient de l'infériorité maritime française, décide de se lancer dans la conquête des îles Britanniques. Il concentre son armée et une grande flotte de débarquement à Boulogne afin de réaliser son projet.
Napoléon resserre la pression sur la République batave qui aimerait rompre l'alliance offensive et défensive contre le Royaume-Uni. Une nouvelle convention est signée en mai 1803 selon laquelle la République doit entretenir 18 000 soldats français et armer 16 000 Hollandais sous commandement français. La flotte hollandaise aurait un rôle à jouer dans les plans d'invasion du Royaume-Uni. Les troupes françaises occupent le Brabant hollandais ainsi que le port de Cuxhaven, dépendant de Hambourg. Les ports napolitains, évacués un an plus tôt, sont également réoccupés. Pourtant, les produits coloniaux et les toiles de coton anglais continuent d'arriver en Europe par le Holstein danois, la Frise prussienne et les ports allemands de la Baltique.
La France recherche également l'alliance espagnole afin de pouvoir disposer de sa flotte. En octobre 1803, l'Espagne affirme sa neutralité mais s'engage à verser 6 millions de livres par mois à la France. Finalement le 12 décembre 1804, le roi d'Espagne déclare la guerre au Royaume-Uni. Une convention est signée entre la France et l'Espagne en janvier 1805 selon laquelle la flotte espagnole se met à la disposition de Napoléon. La flotte franco-espagnole doit faire diversion dans les Antilles afin de dégager la Manche. En janvier 1805, l'amiral Missiessy quitte Rochefort pour les Antilles où il doit attendre l'arrivée de Villeneuve, qui doit quitter Toulon. Ce dernier doit attirer le plus de navires britanniques, retourner en Espagne rejoindre la flotte espagnole et venir débloquer Ganteaume à Brest pour se présenter devant Boulogne. Les opérations prennent du retard et se terminent par un échec mais l'armée du camp de Boulogne est mobilisée à d'autres desseins du fait de la formation de la troisième coalition contre la France.
Tandis que l'armée de terre est engagée dans la campagne d'Allemagne, la flotte franco-espagnole va au désastre. Villeneuve devait rompre le blocus de Brest mais il se dirige vers Cadix. Il se fait surprendre au large de Trafalgar par la flotte de l'amiral Nelson le 21 octobre 1805. Ce dernier rompt avec la tactique traditionnelle et attaque la longue ligne de navires français et espagnols avec deux colonnes de navires. La flotte franco-espagnole perd 22 navires sur 33 et les Britanniques, malgré la mort de Nelson, restent maîtres des mers. Villeneuve se suicide quelques mois plus tard.

## Constitution de la coalition (avril - octobre 1805)
Lorsque Napoléon se couronna empereur le 2 décembre 1804, l'Autriche et la Prusse furent certes alarmées, mais les cités-États italiennes de Gênes, Parme et Plaisance annexées et son couronnement comme roi d'Italie ne laissaient plus aucun doute sur les intentions de Napoléon. Le 21 janvier 1805, le Premier ministre William Pitt le Jeune présenta un traité d'alliance avec la Russie et l'Autriche. Les exigences de ce traité étaient le rétablissement du royaume de Piémont-Sardaigne, le retrait des troupes françaises d'Italie, la dissolution de la République batave ainsi que le rétablissement de l'indépendance de la Suisse.
Entre-temps, le Royaume-Uni tente de reconstituer une coalition contre la France pour empêcher le débarquement des troupes françaises. Le 11 avril 1805 est signé le traité de Saint-Pétersbourg par lequel Alexandre Ier de Russie s'allie avec le Royaume-Uni. L'objectif des deux puissances est la libération du Hanovre, l'indépendance de la Hollande et du canton de Neuchâtel qui sera un état de la confédération suisse, le rétablissement du roi de Sardaigne sur le Piémont, l'entière évacuation de la péninsule Italienne par les troupes françaises et l'encerclement de la France par une série d'États puissants. Le Royaume-Uni paierait 1,25 million de livres par an par manche de 100 000 soldats russes.
Le Royaume-Uni cherche également à obtenir l'adhésion de l'empire d'Autriche, sans quoi l'alliance russe devient peu utile. Mais l'Autriche est réticente dans un premier temps. Elle reconnaît même l'Empire français. Ce qui provoque son revirement est la création du royaume d'Italie, satellite de l'Empire français, et l'annexion de la République ligurienne. Le 16 juin 1805, l'Autriche rejoint la coalition, moyennant d'importants subsides britanniques. La Suède de Gustave IV les rejoint également le 30 octobre.
La Prusse devient alors l'enjeu d'une âpre lutte diplomatique entre la France et la Russie. La France cherche depuis 1802 à faire entrer la Prusse dans son système d'alliance. Elle lui propose même la cession du Hanovre en août 1805. Mais la Russie ne reste pas inactive et trouve l'appui de la reine Louise. Finalement, la Prusse affirme sa neutralité. Napoléon Bonaparte, lui, peut compter sur l'alliance de la Bavière signée le 24 août 1805. En septembre, le Bade et le Wurtemberg, dont les États sont déjà traversés par la Grande Armée, entrent également dans l'alliance française.

## Campagne d'Allemagne (août - décembre 1805)

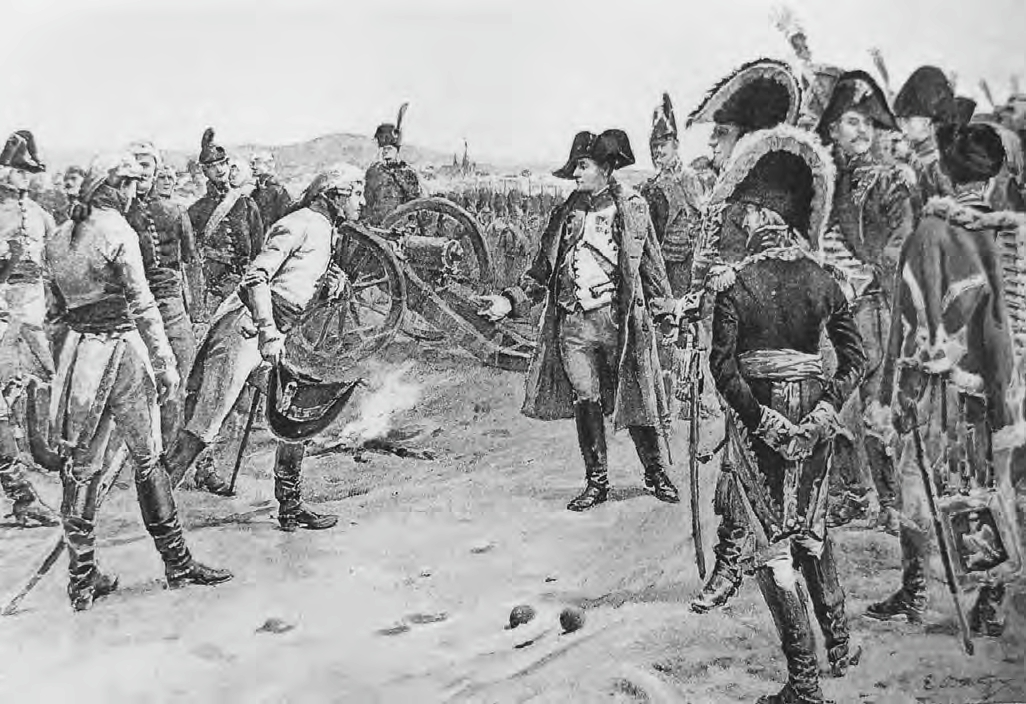
Le général autrichien Mack, encerclé, se rend avec toute son armée à l'issue de la bataille d'Ulm. Gravure d'après Paul-Émile Boutigny, 1906.

Le but de Pitt est d'éloigner la menace que Napoléon fait planer sur l'Angleterre depuis le camp de Boulogne. Il y réussit par le financement de la coalition et prévoit la jonction des troupes autrichiennes et russes en Bavière. Napoléon devance les projets de ses adversaires. Dès le 27 août, l'armée des Côtes de l'Océan devenue la Grande Armée, constituée de 183 000 hommes, s'achemine à marche forcée vers le Rhin. Une autre armée de 50 000 hommes sous les ordres de Masséna et d'Eugène de Beauharnais, opère à partir de l'Italie. Deux corps expéditionnaires des coalisés sont acheminés vers le Hanovre avec 40 000 Russes, en attendant des renforts suédois et britanniques, et vers le royaume de Naples avec 30 000 Russes et Britanniques. L'empire d'Autriche déploie une armée sur le Danube qui, une fois rejointe par des renforts russes, doit atteindre 180 000 hommes, et une autre en Italie du Nord avec 142 000 Autrichiens commandés par l'archiduc Charles d'Autriche. Un autre archiduc, Jean d'Autriche, à la tête de 53 000 hommes, reste à la charnière de l'Empire et de l'Italie.
Napoléon envisageait une attaque au centre du dispositif allié, tandis que Masséna et Gouvion Saint-Cyr devaient contenir les coalisés en Italie. Les Autrichiens décident d'attendre Napoléon en Forêt-Noire, mais ce dernier opère un vaste mouvement tournant de manière à couper les Autrichiens de leurs alliés russes. En septembre, la Grande Armée avait franchi le Rhin, puis le Main. Ney remporte une victoire sur Mack à Elchingen et parvient à l'enfermer dans Ulm. Mack capitule le 20 octobre. C'est une victoire éclatante pour Napoléon mais il lui reste à affronter les Russes de Koutouzov et les armées de réserve autrichiennes.
L'annonce de la défaite de Trafalgar et l'entrée imminente de la Prusse aux côtés des coalisés obligent Napoléon à faire vite pour éliminer définitivement l'Autriche. Le 20 novembre, le royaume de Naples déclare la guerre à la France, ce qui rend la position des troupes françaises en Italie inconfortable, puisque menacée au nord et au sud. À la nouvelle de la défaite d'Ulm, l'archiduc Charles est contraint de se replier sur Vienne mais il est retardé par le harcèlement des troupes de Masséna. Après avoir surpris les ponts de Vienne le 15 novembre, la Grande Armée entre en Moravie mais elle ne peut empêcher la jonction des troupes de Koutouzov avec celles d'Alexandre et de Ferdinand d'Autriche-Este. Le 2 décembre 1805, malgré son infériorité numérique, Napoléon inflige une défaite humiliante aux coalisés à Austerlitz, après un chef-d'œuvre tactique. Les Russes se retirent en Pologne tandis que l'Autriche demande la paix. L'armistice est signé le 6 décembre.

## Conséquences
Les victoires britanniques à Trafalgar et à Maida n'ont rien changé au fait qu'en 1806, la Troisième Coalition était en ruine et que Napoléon dominait le continent européen. Les triomphes d'Ulm et d'Austerlitz firent de Napoléon le maître de l'Italie et de l'Allemagne du Sud et lui donnèrent les mains libres pour redessiner la carte politique de l'Europe.
Lors de la paix de Presbourg du 26 décembre, François II dut accepter de lourdes conditions. Outre des réparations d'un montant de 40 millions de francs en or, les Habsbourg perdirent leurs dernières possessions en Italie. Venise, l'Istrie et la Dalmatie furent rattachées au royaume d'Italie. Le Tyrol, le Vorarlberg et Salzbourg revinrent à la Bavière ; les possessions de l'Autriche antérieure en Souabe au Wurtemberg et au Pays de Bade. La Bavière et le Wurtemberg furent érigés en royaumes et le pays de Bade en grand-duché. La France garantissait leur souveraineté et leur indépendance. En contrepartie, tous trois s'engagèrent à une alliance durable avec Napoléon. Par le traité de Schönbrunn du 15 décembre 1805 entre la France et la Prusse, les Hohenzollern renoncèrent à Neuchatel, Wesel et Clèves, qui revinrent à la France, tandis qu'Ansbach-Bayreuth fut attribué à la Bavière. En contrepartie, la Prusse reçut l'électorat de Hanovre.
Du côté des Alliés, environ 142.000 hommes avaient été tués. L'Autriche a subi les plus grandes pertes avec 90.000. Les pertes les plus faibles ont été enregistrées du côté britannique, avec environ 1000 morts. La France a enregistré environ 40.000 morts.